# الخطط الخمسية لفيتنام
الخطط الخمسية لفيتنام (بالفيتنامية: Kế hoạch 5 năm tại Việt Nam)‏ هي سلسلة من مبادرات التنمية الاقتصادية. يتشكل الاقتصاد الفيتنامي بشكل أساسي من قبل الحزب الشيوعي الفيتنامي من خلال الجلسات العامة للجنة المركزية والمؤتمرات الوطنية. يلعب الحزب دورًا رائدًا في إرساء أسس ومبادئ الشيوعية، ورسم خرائط استراتيجيات التنمية الاقتصادية، وتحديد أهداف النمو، وإطلاق الإصلاحات.
هدف الحزب الشيوعي الفيتنامي هو توحيد النظام الاقتصادي للبلد بأكمله في ظل الاشتراكية. تم اتخاذ خطوات لتنفيذ هذا الهدف في المؤتمر الرابع للحزب الوطني، والذي انعقد في ديسمبر 1976، عندما تبنى الحزب الخطة الخمسية الثانية وحدد كلاً من «خط الثورة الاشتراكية» و «خط الحزب في بناء الاقتصاد الاشتراكي». أعاد المؤتمران التاليان، اللذان عقدا في مارس 1982 وديسمبر 1986، على التوالي، التأكيد على هذا الهدف الشيوعي طويل المدى ووافقوا على الخطط الخمسية المصممة لتوجيه تنمية الاقتصاد الفيتنامي في كل مرحلة محددة من الثورة.